# The Phantom Museum – Random Forays into Sir Henry Wellcome’s Medical Collection
The Phantom Museum – Random Forays into Sir Henry Wellcome’s Medical Collection, brittisk animerad kortfilm från 2003, regisserad av Stephen Quay och Timothy Quay.
Filmen utspelar på bland alla de fantastiska föremål som Sir Henry Wellcome samlade ihop under sin livstid och som nu kan beskådas på Wellcome Collection i London.